# Louisa Thiers
Pour les articles homonymes, voir Thiers (homonymie) et Capron.
Louisa Kirwan Thiers née Capron le 2 octobre 1814 à Whitesboro (Comté d'Oneida) et morte le 17 février 1926 à Milwaukee (Wisconsin), est une supercentenaire américaine. Elle fut la première personne au monde à atteindre l'âge vérifié de 111 ans, et était la doyenne de l'humanité lors de son décès à l'âge de 111 ans et 138 jours.

## Biographie
Elle est la fille du soldat Seth Capron et de sa femme Eunice Mann Capron (mariage en 1790), mais également la sœur du célèbre agronome Horace Capron.

Elle épousa David Bodine Tears (dont le nom fut plus tard modifié en "Thiers") en 1847. De cette union naîtront cinq enfants : Ella (qui mourut en bas âge), Herbert, Emma, Edward et Louis.

## Longévité
Louisa Thiers attribuait sa longévité à sa satisfaction de vivre et à un régime alimentaire sain et léger. Elle atteint l'âge canonique de 111 ans le 2 octobre 1925 et mourut quelques mois plus tard, alors doyenne de l'humanité et plus vieille personne au monde jamais enregistrée. Son record fut toutefois de courte durée puisque son âge fut dépassé quelques mois plus tard par l'américaine Delina Filkins.